# Carl Johan Björck
Carl Johan Björck, född 1 mars 1811 i Stockholm, död 2 april 1899 i Uppsala var en svensk läroverkslärare och amatörmusiker.
Björck blev student vid Uppsala universitet 1827 och blev 1858 lektor i historia vid Katedralskolan i Uppsala. Björck var sånganförare för Uppsala studentkårs allmänna sångförening från hösten 1843, men ersattes redan våren 1844 tillfälligt av J.A. Josephson och från hösten 1844 av Christopher Ludvig Anjou.